# Kirche Wildprechtroda

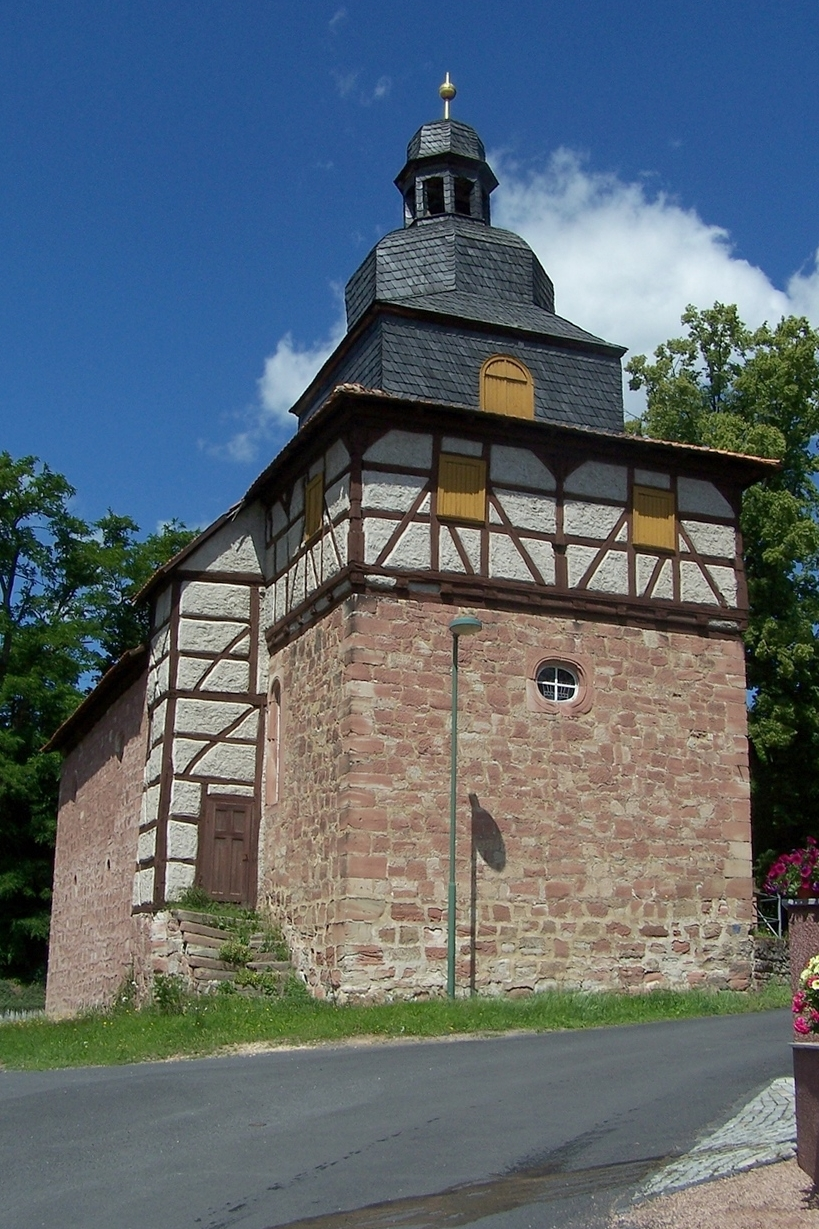
Kirche Wildprechtroda

Die evangelisch-lutherische denkmalgeschützte Kirche Wildprechtroda steht in Wildprechtroda, einem Stadtteil von Bad Salzungen im Wartburgkreis von Thüringen. Der Gemeindeteil Wildprechtroda gehört zum Pfarrbereich Bad Salzungen I im Kirchenkreis Bad Salzungen-Dermbach der Evangelischen Kirche in Mitteldeutschland.

## Beschreibung
Auf Beschluss der Edlen Brüder Moritz und Wilhelm von Buttlar 1670 erfolgte von 1672 bis 1683 der Bau der Kirche. Die wuchtige Saalkirche aus Bruchstein hat einen massiven Chorturm im Osten. Auf den steinernen Geschossen erhebt sich ein ursprünglich offenes Fachwerkgeschoss, auf dem ein schiefergedecktes eingezogenes Glockengeschoss sitzt, das mit einer Haube bedeckt ist, die sich mit einer Laterne fortsetzt. Im Süden befindet sich ein Treppenturm aus Fachwerk. Das Portal im Norden hat reliefierte Zwickel. 
Im Chor befinden sich die Grabsteine der Familie von Buttlar aus dem 17. Jahrhundert. 1834/1844 erfolgte eine Erneuerung des Innenraums. Zwischen Kirchenschiff und Chor befindet sich der Chorbogen von 1680. Aus dieser Zeit ist auch der steinerne Altar. Die steinerne Kanzel hat ein Relief mit den Figuren von Christus Salvator, Moses und Johannes dem Evangelisten. Der flachgedeckte Innenraum hat Emporen mit geschnitzten Brüstungen.
1945 ging die Kirche in das Eigentum der Kirchengemeinde Bad Salzungen über. 1982 begann eine erneute Innenrenovierung, dabei wurden auch die Kirchenbänke durch Stühle ersetzt. Im Oktober 1991 wurde die Kirche wieder eingeweiht.